# یواس‌اس ونادیس (ای‌کی‌ای-۴۹)
یواس‌اس ونادیس (ای‌کی‌ای-۴۹) (به انگلیسی: USS Vanadis (AKA-49)) یک کشتی بود که طول آن ۴۲۶ فوت (۱۳۰ متر) بود. این کشتی در سال ۱۹۴۵ ساخته شد.